# Trichiusa parvicollis
Trichiusa parvicollis är en skalbaggsart som beskrevs av Thomas Casey 1893. Trichiusa parvicollis ingår i släktet Trichiusa och familjen kortvingar. Inga underarter finns listade i Catalogue of Life.